# Matthew Sweet

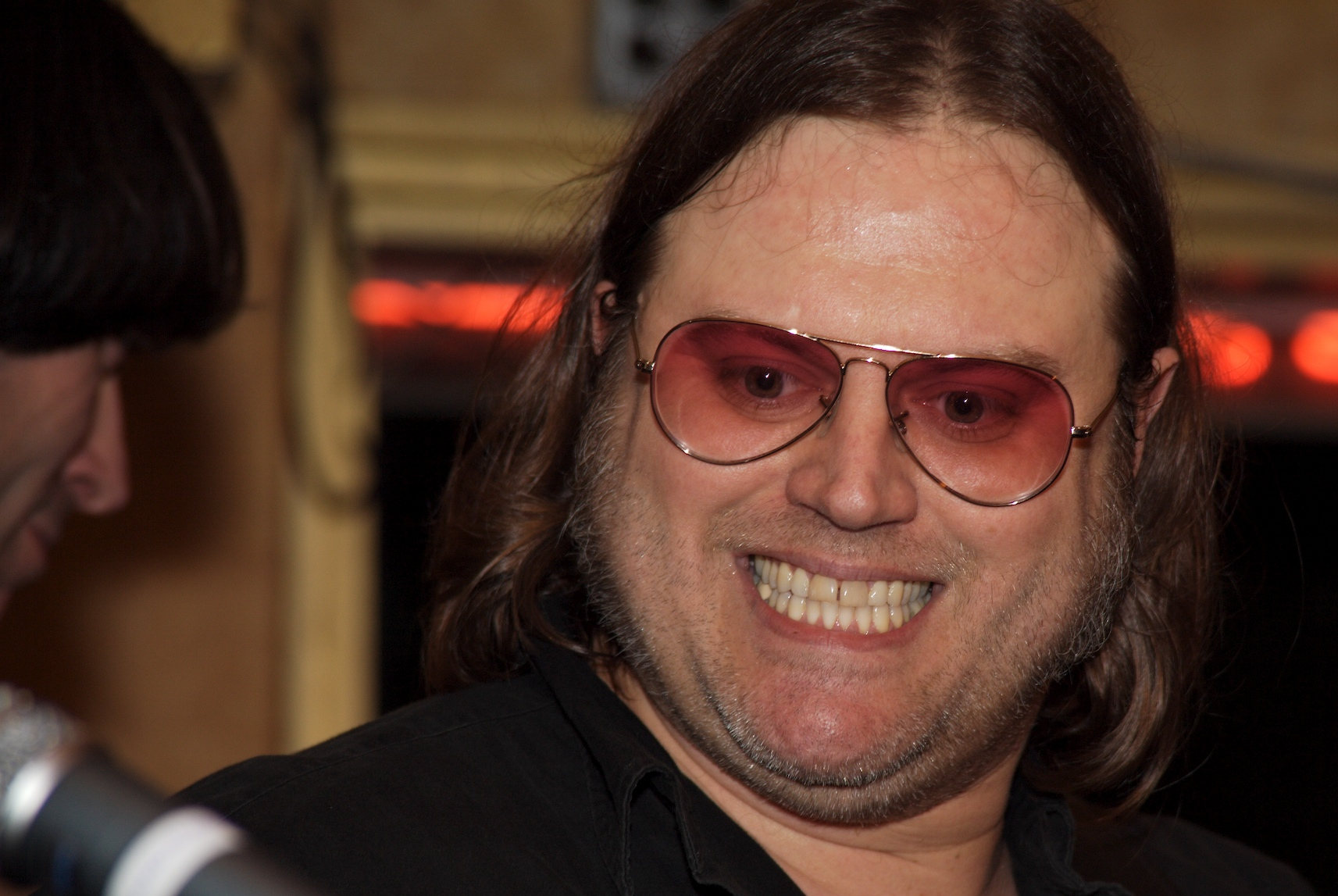
Matthew Sweet, 2006

Sydney Matthew Sweet (* 6. Oktober 1964 in Lincoln, Nebraska) ist ein US-amerikanischer Songwriter, Gitarrist und Sänger, der in den Genres Power Pop und Alternative Rock aktiv ist. Seinen Durchbruch erzielte er im Jahr 1991 mit dem Titel Girlfriend.

## Kindheit und Jugend sowie erste musikalische Schritte in Lincoln
Sydney Matthew Sweet wurde am 6. Oktober 1964 in Lincoln, Nebraska, geboren. In der Grundschule lernte er Klavier, Blockflöte und Geige. Als Teenager interessierte er sich mehr für Rockmusik. Sein Musiklehrer überzeugte ihn, zuerst Bassgitarre zu spielen, weil sie für die Schulband gebraucht wurde, wo sie eine Art Lead-Instrument war. Sweet brachte sich das Spielen vor allem dadurch bei, dass er sich Alben von Prog-Rock-Bands anhörte und versuchte, die komplizierten Bassparts zu kopieren. Die Gruppe Yes hatte einen besonderen Einfluss auf ihn.
Bei seiner Arbeit in einem Musikgeschäft lernte er den ersten erschwinglichen 4-Spur-Kassettenrekorder kennen. Er nutzte ihn für Demos und Heimaufnahmen. Das Gerät war auch der Auslöser für sein Schreiben erster Songs.
Er trat der Coverband The Specs als Bassist bei und brachte seinen Song Look Out Girl (You Need a Direction) in die Gruppe ein, der aufgenommen und auf einer Zusammenstellung verschiedener Künstler aus der Region im Jahr 1980 veröffentlicht wurde, produziert von einem lokalen Radiosender. Sweet war noch dabei, seinen Weg als Songwriter zu finden; diese sehr frühe Komposition ist stark von This is the Modern World des britischen Mod-Trios The Jam inspiriert.
Anschließend war Sweet Frontmann seiner eigenen Band The Dialtones.

## Karriere

### Erste Schritte als Künstler in Athens
Lincoln hatte keine blühende Musikszene aufzuweisen. Sweet zog nach Abschluss der Schule im Jahr 1983 nach Athens, Georgia, und schrieb sich als Student an der University of Georgia ein. In Athens gab es eine der weltweit führenden Musikszenen, aus der Gruppen wie R.E.M. und The B-52s hervorgingen. Sweet wurde Gitarrist der seit 1981 bestehenden Band Oh-OK, wo er auf Lynda Stipe traf, die Schwester von R.E.M.-Sänger Michael Stipe. Er kam rechtzeitig für die zweite Veröffentlichung der Gruppe, Furthermore What. Alle sechs Songs des Albums wurden von der Gruppe komponiert. Sweet spielte Gitarre, der Gesang wurde von Lynda Stipe und ihrer Co-Texterin Linda Hopper übernommen.
Mit Michael Stipe war Sweet als Duo mit dem Namen Community Trolls unterwegs. Außerdem gründete er mit dem Oh-OK-Schlagzeuger David Pierce ein weiteres Duo, The Buzz of Delight. Die beiden nahmen 1983 die Single Christmas auf und veröffentlichten im folgenden Jahr die EP Sound Castles mit sechs Titeln bei DB Records. Sweet und Pierce waren sehr produktiv. Sie schrieben und nahmen weitere Lieder auf, die erst viele Jahre später veröffentlicht wurden – so etwa die fünf auf der 2002 erschienenen Kompilation To Understand: The Early Recordings of Matthew Sweet.

### Solokarriere und Gemeinschaftsprojekte

#### Die 1980er Jahre
Aufgrund der EP Sound Castles wurde Sweet von Columbia Records als Solokünstler unter Vertrag genommen. Er ging nach New York City und veröffentlichte 1986 sein Debütalbum Inside, das zwar gute Kritiken, aber wenig kommerziellen Erfolg hatte.
1987 tourte Sweet am Bass mit den Golden Palominos und half bei den Aufnahmen zu ihrem Album Blast of Silence (1987), für das er Something Becomes Nothing mitschrieb und sang.
1989 veröffentlichte Sweet Earth, nachdem er bei A&M Records unterschrieben hatte. Auch dieses Album wurde von der Kritik gut aufgenommen, war aber ebenfalls kommerziell nicht erfolgreich. Diese Zeit markierte für Sweet einen persönlichen und beruflichen Tiefpunkt, da A&M das Interesse verlor, seine Ehe scheiterte und eine Überschwemmung in seinem Haus in Princeton, New Jersey, seine Gitarren und Platten zerstörte.

#### Die 1990er Jahre
1990 unterschrieb Sweet bei Zoo Entertainment und gründete eine neue Band mit Richard Lloyd, Robert Quine, Greg Leisz, Lloyd Cole und Fred Maher, mit denen er in diesem Jahr an seinem nächsten Werk arbeitete. Das 1991 veröffentlichte Album Girlfriend wird als künstlerischer und kommerzieller Durchbruch von Sweet angesehen und hat sich zu einem Klassiker im Bereich des Power-Pop entwickelt. Es brachte ihm Vergleiche mit Größen wie Neil Young, The Beatles auf ihrem Album Revolver und Television ein und erzielte in den USA schnell beeindruckende Verkaufszahlen; der Titelsong erreichte die Top-10. Die Singles Girlfriend und I’ve Been Waiting, gepaart mit ihren japanischen Anime-Musikvideos – zu dieser Zeit eine Neuheit auf dem amerikanischen Markt –, brachten Sweet eine lebenslange internationale Anhängerschaft ein. Die animierten Clips im Video zu Girlfriend stammen aus dem Film Space Adventure Cobra und das Video zu I’ve Been Waiting verwendet Clips aus der Serie Urusei Yatsura mit der Figur Lum, von der Sweet ein Tattoo hat. Ursprünglich sollte das Album Nothing Lasts heißen, aber der Schauspielerin Tuesday Weld, deren Filmbild aus den 1960er Jahren für das Cover verwendet wurde, gefielen die Implikationen des Titels nicht.
Sweets Label vertrieb auch eine Begleit-CD zu Girlfriend namens Goodfriend. Sie enthält alternative Versionen und Bonustracks, etwa die Live-Aufnahme mit den Indigo Girls, die den Klassiker Cortez the Killer von Neil Young aus dem Jahr 1975 coverten. Goodfriend wurde schließlich als Bonus-CD auf der 2006 erschienenen Wiederveröffentlichung von Girlfriend veröffentlicht.
Sweet blieb die nächsten zwei Jahre auf Tour. 1993 erschien sein Album Altered Beast, das einen musikalischen Richtungswechsel und einen härteren Rocksound markierte. Das Album ist abwechslungsreicher und weniger unmittelbar zugänglich als Girlfriend. Es spaltete Fans und Kritiker, die gemischte Reaktionen hatten.
Sweets folgende drei Alben erschienen im Abstand von jeweils zwei Jahren: 1995 100% Fun, ein Alternative-Rock-Album, das vor allem für den selbstironischen Song Sick of Myself bekannt ist. Das Album selbst war kommerziell erfolgreicher. 1997 Blue Sky on Mars, ein New-Wave-Album, das die synthielastigen Singles Where You Get Love und Come to California enthält. 1999 In Reverse, ein psychedelisches Album, das Wall-of-Sound-Tracks enthielt, darunter die Singles What Matters und Trade Places. Das Album zeichnet sich durch den 10-minütigen Abschlusstrack Thunderstorm aus, der eine Kombination aus mehreren Demos ist.

#### Die 2000er Jahre
Im Jahr 2000 veröffentlichte Sweet Time Capsule: Best of 90/00, eine retrospektive Zusammenstellung, die zwei neue Titel enthält. Im Jahr 2002 veröffentlichte er To Understand: The Early Recordings of Matthew Sweet, eine retrospektive Zusammenstellung, die unveröffentlichtes Material enthielt. Im selben Jahr gründete er zusammen mit Shawn Mullins und Pete Droge die Supergruppe The Thorns.
Das Garage-Rock-Album Kimi Ga Suki erschien im Jahr 2003 zunächst in Japan, wo Sweet eine große Anhängerschaft hat. Living Things, ein akustisches Album, das hauptsächlich aus Material bestand, das er während der Aufnahmen mit The Thorns geschrieben hatte, folgte ein Jahr später.
In Zusammenarbeit mit Susanna Hoffs entstanden Coversongs aus den 1960er, 1970er und 1980er Jahren: Under the Covers, Vol. 1–3, veröffentlicht in den Jahren 2006, 2009 und 2013.
2008 ließ Sweet mit seinem 10. Studioalbum, Sunshine Lies, das Gefühl der 1960er Jahre wieder aufleben.

#### Die 2010er Jahre
2011 veröffentlichte Sweet Modern Art, ein Album mit der Single She Walks the Night.
Zwei Jahre später kehrte Sweet in seine Heimat Nebraska zurück und baute sein Heimstudio Black Squirrel Submarine wieder auf.
Im Jahr 2014 recherchierten er und seine Frau Lisa für den Tim-Burton-Film Big Eyes über die Künstlerin Margaret Keane, deren Arbeit eine weitere Leidenschaft von Sweet war.
2017 veröffentlichte Sweet Tomorrow Forever, ein Roots-Album, das vollständig von Fans auf Kickstarter finanziert wurde. Sweet nahm 38 Songs auf, von denen 17 in die veröffentlichte Fassung aufgenommen wurden. Er wollte das ganze zusätzliche Material nicht vergeuden, und das 2018 erschienene Album Tomorrow's Daughter enthält 12 weitere dieser Songs.
2018 erschien Wicked System of Things, eine Anspielung auf die Power-Pop-Gruppen des Mittleren Westens aus der Zeit, als Sweet ein Teenager war – etwa Cheap Trick, Shoes und die Raspberries.

#### Die 2020er Jahre
2021 erschien Sweets 15. Studioalbum, Catspaw, für das er bis auf das Schlagzeug alle Instrumente selbst spielte.

## Stil und Wirkung
Sweets Musik ist in zahlreichen Filmen, Fernsehsendungen und Spielen zu hören, darunter Austin Powers, Guitar Hero II, Buffy the Vampire Slayer, The Simpsons und Scooby-Doo.
Im Jahr 2011 befand Sweet, dass Power Pop lustig, cool und einprägsam sei, tolle Melodien habe und auch eine mögliche Quelle der Rebellion sei.

## Persönliches
Sweets internationaler Erfolg ist durch seine Flugangst etwas eingeschränkt worden. Seit etwa 2001 wird Sweet wegen einer bipolaren Störung behandelt. Davor war er oft sehr depressiv und manisch und hatte eine Vorliebe für melancholische Lieder, die ihn mehr ansprachen als die Art von Rocksongs, in denen man einfach nur glücklich sein kann. Im Jahr 2000 antwortete Sweet auf die Frage ob er an Gott glaube, dass er an die Natur glaube, aber nicht, dass es einen Gott wie den geben würde, über den jeder unterrichtet wird.
Im Oktober 2024 erlitt Sweet einen Schlaganfall.

## Diskografie

### Studioalben
- Inside (1986)
- Earth (1989)
- Girlfriend (1991)
- Altered Beast (1993)
- 100% Fun (1995)
- Blue Sky on Mars (1997)
- In Reverse (1999)
- Kimi Ga Suki (2003)
- Living Things (2004)
- Under the Covers, Vol. 1 (mit Susanna Hoffs) (2006)
- Sunshine Lies (2008)
- Under the Covers, Vol. 2 (mit Susanna Hoffs) (2009)
- Modern Art (2011)
- Under the Covers, Vol. 3 (mit Susanna Hoffs) (2013)
- Tomorrow Forever (2017)
- Tomorrow’s Daughter (2018)
- Wicked System of Things (2018)
- Catspaw (2021)

### Kompilationen
- Time Capsule: Best of 90/00 (2000)
- To Understand: The Early Recordings of Matthew Sweet (2002)
- Completely Under the Covers (mit Susanna Hoffs) (2015)